# Grand Prix van Frankrijk 1948
De Grand Prix van Frankrijk 1948 was een autorace die werd gehouden op 18 juli 1948 op het circuit van Reims-Gueux.

## Uitslag
| Positie | Nummer | Rijder                         | Team          | Ronden | Tijd/Opgave   | Startplaats |
| ------- | ------ | ------------------------------ | ------------- | ------ | ------------- | ----------- |
| 1       | 30     | Jean-Pierre Wimille            | Alfa Romeo    | 64     | 3:01:07.5     | 1           |
| 2       | 28     | Consalvo Sanesi                | Alfa Romeo    | 64     | +24.5         | 3           |
| 3       | 26     | Alberto Ascari                 | Alfa Romeo    | 64     | +48.5         | 2           |
| 4       | 10     | Gianfranco Comotti             | Talbot-Lago   | 62     | +2 ronden     |             |
| 5       | 6      | "Georges Raph"                 | Talbot-Lago   | 62     | +2 ronden     |             |
| 6       | 8      | Louis Rosier                   | Talbot-Lago   | 60     | +4 ronden     |             |
| 7       | 32     | Luigi Villoresi Tazio Nuvolari | Maserati      | 59     | +5 ronden     |             |
| 8       | 12     | Eugène Chaboud                 | Delahaye      | 59     | +5 ronden     |             |
| 9       | 2      | Louis Chiron                   | Talbot-Lago   | 49     | +15 ronden    |             |
| 10      | 14     | Charles Pozzi                  | Talbot-Lago   | 45     | +19 ronden    |             |
| NF      | 22     | Juan Manuel Fangio             | Simca-Gordini | 41     | Motor         |             |
| NF      | 42     | Nello Pagani                   | Maserati      | 37     | Olielek       |             |
| NF      | 4      | Yves Giraud-Cabantous          | Talbot-Lago   | 31     | Tank          |             |
| NF      | 24     | Philippe Étancelin             | Talbot-Lago   | 22     | Motor         |             |
| NF      | 44     | Soave Besana                   | Ferrari       | 19     | Motor         |             |
| NF      | 40     | Emmanuel de Graffenried        | Maserati      | 11     | Olielek       |             |
| NF      | 46     | John Heath                     | Alta          | 7      | Koppeling     |             |
| NF      | 20     | Pierre Veyron                  | Simca-Gordini | 5      | Motor         |             |
| NF      | 18     | Raymond Sommer                 | Maserati      | 2      | Oliedruk      |             |
| DNS     | 16     | Eugene Martin                  | CTA           |        | Niet aanwezig |             |
| DNS     | 48     | Birabongse Bhanubandh          | ERA           |        | Niet aanwezig |             |

1906 · 1907 · 1908 · 1912 · 1913 · 1914 · 1921 · 1922 · 1923 · 1924 · 1925 · 1926 · 1927 · 1928 · 1929 · 1930 · 1931 · 1932 · 1933 · 1934 · 1935 · 1936 · 1937 · 1938 · 1939 · 1947 · 1948 · 1949 · 1950 · 1951 · 1952 · 1953 · 1954 · 1956 · 1957 · 1958 · 1959 · 1960 · 1961 · 1962 · 1963 · 1964 · 1965 · 1966 · 1967 · 1968 · 1969 · 1970 · 1971 · 1972 · 1973 · 1974 · 1975 · 1976 · 1977 · 1978 · 1979 · 1980 · 1981 · 1982 · 1983 · 1984 · 1985 · 1986 · 1987 · 1988 · 1989 · 1990 · 1991 · 1992 · 1993 · 1994 · 1995 · 1996 · 1997 · 1998 · 1999 · 2000 · 2001 · 2002 · 2003 · 2004 · 2005 · 2006 · 2007 · 2008 · 2018 · 2019 · 2021 · 2022